# Нафта (фільм)
«Нафта» (англ. There Will Be Blood, досл. І буде кров) — фільм американського режисера Пола Томаса Андерсона, лауреата премії «Оскар» у 2008 році в номінаціях «Найкраща операторська робота» і «Найкраща чоловіча роль». Сценарій написано за романом класика американської літератури Ептона Сінклера «Нафта!» 1927 року. Входить до трійки найвеличніших фільмів XXI століття за версією BBC.
На 1 березня 2024 року фільм посів 141-шу позицію у списку 250 кращих фільмів за версією IMDb.

## Сюжет
Наприкінці XIX століття Деніель Плейнв'ю (Денієл Дей-Льюїс) — шукач золота й срібла — на території Нью-Мексико падає з драбини на дно шахти й розбиває ногу. Проте він все ж знаходить срібний самородок і доповзає до найближчого тест-офісу, де отримує сертифікат, що підтверджує — це золото та срібло.
У 1902 році він знайшов нафту поблизу Лос-Анджелеса, у штаті Каліфорнія, і заснував невелику бурову компанію. У фільмі розповідається про його невтомну й одержиму діяльність нафтовика протягом трьох десятиліть. Він знаходить нафту на фермі родини Сандей. Ошукавши їх, Плейнв'ю одержує права на вигідне добування нафти. Ця справа приносить йому багатство.

## У ролях
- Денієл Дей-Льюїс — Деніел Плейнв'ю
- Пол Дано — Пол Санді / Ілай Санді
- Кіаран Гайндс — Флетчер Ґамільтон
- Діллон Фрезер — юний Ейч Даблю Плейнв'ю
- Дейвід Віліс — Ейбл Санді
- Сідні МакКалістер — молода Мері Санді
- Дейвід Варшофскі — Тілфорд
- Коллін Фой — доросла Мері Санді
- Рассел Харвард — Дорослий Ейч Даблю Плейнв'ю

### Нагороди
- 2008 — Премія «Оскар»
  - за найкращу операторську роботу — Роберт Елсвіт
  - Найкраща чоловіча роль — Денієл Дей-Льюїс
- 2008 — Премія BAFTA
  - Найкращий актор — Денієл Дей-Льюїс
- 2008 — Берлінський кінофестиваль
  - «Срібний ведмідь» за режисуру — Пол Томас Андерсон
  - «Срібний ведмідь» за музику — Джонні Ґрінвуд
- 2008 — Премія «Золотий глобус»
  - Премія «Золотий глобус» за найкращу чоловічу роль — драма — Денієл Дей-Льюїс
- 2008 — Кінофестиваль в Сан-Себастьяні
  - Фільм року (Премія ФІПРЕССІ) — Пол Томас Андерсон
- Найкращий фільм десятиліття за версією журналу Rolling Stone
- Найкращий фільм десятиліття за версією британської газети The Guardian
- Третій у рейтингу найвеличніших фільмів XXI століття за версією BBC[3].